# 五藤星
小行星2621（2621 Goto）五藤星是绕太阳运转的小行星，为主小行星带小行星。该小行星于1981年2月9日由日本人關勉发现。
該小行星以日本五藤光学研究所創辦人五藤齊三命名。

## 轨道参数
小行星2621的轨道半长轴为3.0833963 UA，离心率为0.174。